# أسماك رملية
أسماك رملية (الاسم العلمي: Trachesiformes)، رتبة أسماك بحرية من شعاعيات الزعانف التي تعتبرها بعض المراجع الموثوقة رتيبة من الفرخيات.